# 善導寺 (郡山市)
善導寺（ぜんどうじ）は、福島県郡山市清水台に所在する浄土宗の寺院。正式には光明山悟真院善導寺。

## 概要
1579年に円通寺第15世良信の弟子良吸（良岌）により創建。
本尊の阿弥陀如来坐像は、定朝様の仏像で、平安後期・院政期の作と考えられ、明治期に高村光雲の高弟山本瑞雲によって修復されたと伝えられる。また、境内には江戸時代に徳川家の帰依を受けた祐天上人の最大級の名号碑等の碑があり、建物としては地蔵堂や平等院鳳凰堂の翼楼を模した鐘楼がある。

## 歴史
1579年（天正7年）、浄土宗名越派の本山である大沢（益子町）の円通寺第15世良信の弟子良吸（良岌）により創建。
1807年（文化4年）に類焼し、再建後の1868年（慶応4年）に戊申の兵火で再び焼失。1885年（明治18年）中町の現みずほ銀行裏から現在地に移転して再建されたものの1900年（明治33年）に焼失した。
現在の本堂は1909年（明治42年）に第九代伊藤平左衛門を棟梁として上棟し、1913年（大正2年）に落慶したもの。1958年（昭和33年）には鐘楼が再建された。また、2001年（平成13年）から2003年にかけては、伽藍整備事業として本堂、庫裡の改修工事が行われた。
2001年（平成13年）には本堂と庫裏が、また、2015年（平成27年）には、鐘楼が登録有形文化財として登録された。

## 祭礼
- 修正会（1月1日）
- 御忌会（5月14日）
- はなまつり（5月14日）
- 施餓鬼会（9月14日）
- 除夜の鐘（12月31日）
- その他、写経会を毎月、また、法話会「こころの学校」を不定期で開催している。

## 文化財
登録有形文化財

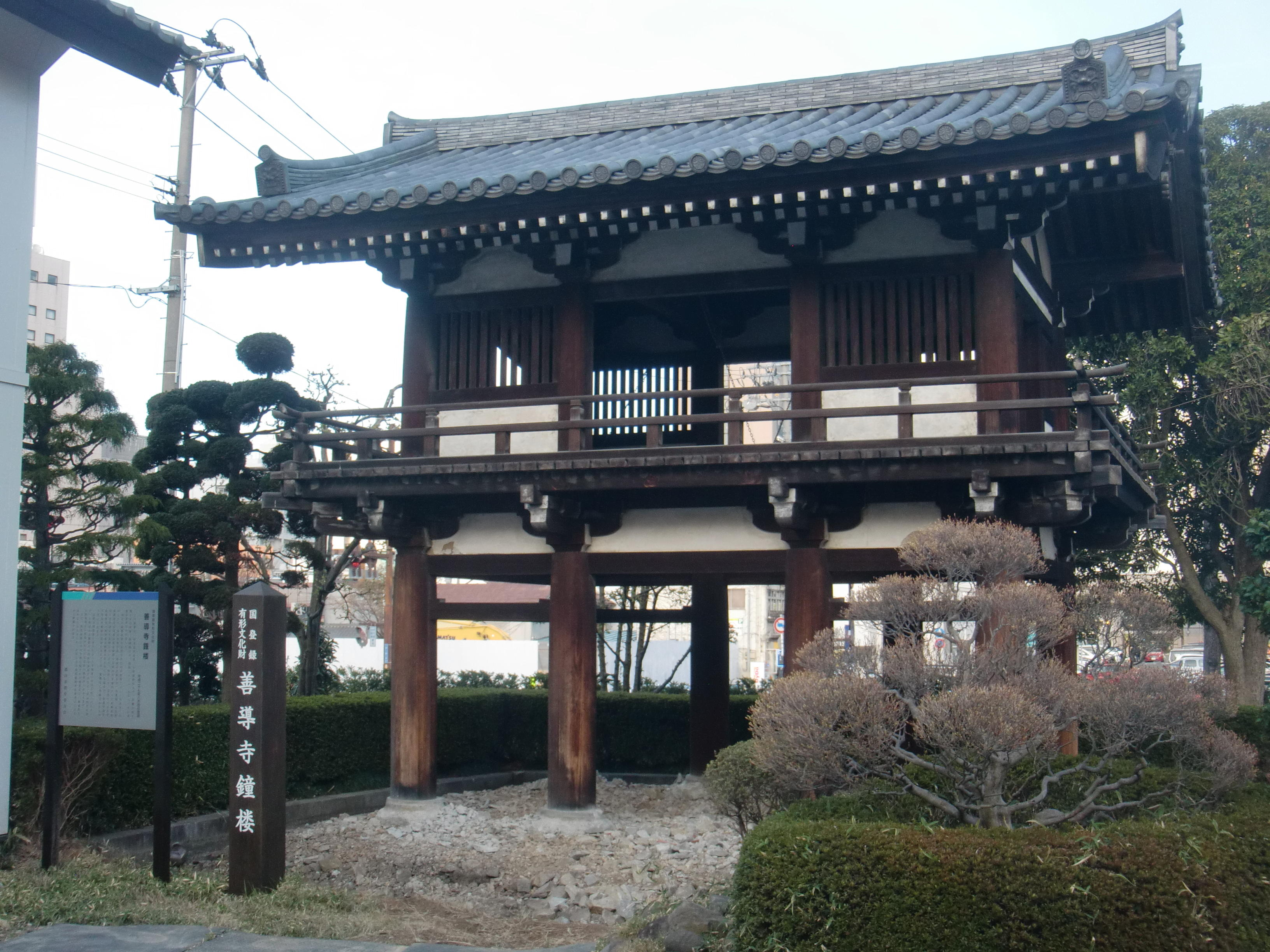
鐘楼

- 本堂、庫裡 - 第九代伊藤平左衛門を棟梁として1909年（明治42年）上棟、1913年（大正2年）落慶
- 鐘楼 - 1958年（昭和33年）再建、古代建築の意匠を取り入れた[3]ことなどが評価され、登録有形文化財登録

## 寺院周辺
- 安積国造神社 - 江戸時代建築の拝殿や安積艮斎記念館など
- 郡山市立金透小学校 - 明治時代の校舎の一部が「金透記念館」として残る
- 如宝寺 - 重要文化財指定の供養塔や銅鐘、登録有形文化財の書院など
- 郡山商工会議所
- 郡山消防署

## 交通アクセス
- 東北自動車道郡山インターチェンジより車で約15分
- JR郡山駅から駅前大通り、昭和通り（旧国道4号）を経由して徒歩で約10分